# 聖誕節休戰
聖誕節休戰（英語：Christmas Truce）泛指發生於第一次世界大战期间的平安夜或聖誕節中，德國與英國及法國前線軍隊之間一些短暫且非官方的休戰，而狭义的聖誕節休戰是指從1914年聖誕節延伸到1915年年初的那段時間，德英軍隊於各自駐紮的西線所發生的休戰行為。此外在1915年德法軍隊之間也有一場聖誕節休戰，而類似的情節也在1916年復活節的東線戰場發生過。

## 背景
第一次世界大戰是指從1914年7月28日七月危機後到1918年11月11日，自歐洲開始波及到全世界許多大國的世界大戰；整體大戰以三國協約為中心，一同對抗同盟國而陸陸續續發生大小戰事。1914年8月3日，德國佔領了盧森堡後同日英國因為德國發動施里芬計劃入侵繞道比利時打法國而對其宣戰，要求必須維持比利時的中立。到了9月3日，佔領了比利時的德軍對法國西邊境內的軍事推進，已來到距離巴黎僅約70公里（43英里）處。然而在第一次馬恩河戰役（1914年9月6－12日）時，法國與英國軍隊藉由出現在德國第一、第二軍團之間的缺口，進而強攻迫使德軍撤退，結束了德軍在法國境內的推進。最後德軍撤退至埃納河北邊處，轉入戰略防禦並開始於此處挖掘戰壕，成為在接下來三年西線僵持局面的肇始。而隨著德軍的挫敗，雙方軍隊在奔向大海作戰中皆試圖包圍敵對方的側翼，進而殲滅之；很快地，從英吉利海峽到瑞士邊境的土地上，雙方各自延伸其戰壕系統。
到了1914年聖誕節的準備期間，開始出現了一些和平倡議。在接近1914年年尾、同時也是第一次世界大戰的第一個聖誕節時，出現了一封為了和平的「聖誕節公開信」，這是由101位英國婦女參政運動者署名並寄給「德國與奧地利婦女」的公開訊息。教宗本篤十五世亦在1914年12月7日，向交戰中的各國政府呼籲簽訂正式的休戰協定，懇求「至少在天使歌詠之夜，讓槍砲沉默下來」。然而，這項呼籲被各國官方嚴正回絕。

## 德英休戰

在非正式休戰期間，德英兩方軍隊於無人地帶會面。

儘管雙方沒有正式休戰，但仍然有大約10萬名德軍和英軍沿著西線陸續中止了戰事。第一個休戰案例始於1914年12月24日的平安夜，當時德軍在比利時伊珀尔地區開始裝飾起他們的戰壕周遭。
這些德國士兵先是在他們的戰壕與聖誕樹上擺上了蠟燭，並唱起聖誕頌歌來慶祝；英國士兵則唱他們自己語言的聖誕頌歌作為回禮，接著兩邊開始互相對彼此喊著祝賀聖誕節的話語。很快地，雙方在無人地帶開始有一些交流，士兵們互相交換起食物、香菸和酒等小禮物，還有像是鈕扣與帽子等來作為紀念品。在那一晚裡，該地區的炮火真的陷入了沉默。這次休戰也讓士兵有空檔的時間，把陣亡的同袍帶回各自戰線後方集體埋葬。此外，雙方也共同舉行了聯合禮拜。然而，這些親善交流並非完全沒有危險性，還是有一些士兵被敵方射殺。而在許多地區休戰只持續到聖誕夜結束，但仍有一些地區持續到元旦。
英國第二軍團指揮官霍勒斯·史密斯-多里恩爵士在得知事件後相當生氣，發布命令嚴格禁止與敵對的德軍進行任何交流。大戰接下來的幾年內，砲隊砲擊手受命在平安夜仍要確保戰鬥不會再次中斷。軍隊也被輪流調防到前線各地的不同防區，以免他們與敵人過於熟悉。儘管上層如此命令，但各地還是有故意抑制戰鬥的狀況，像是雙方砲火在固定的時間打到固定的地點上，以免造成對方傷亡。
而在1915年的平安夜裡，有個來自德軍戰線的和平提議 — 一顆無人知曉從何而來的足球。英國皇家威爾斯燧發槍團的二等兵伯蒂·費爾斯蒂德在聖誕節唱了一夜的聖誕歌之後，回想起那時雙方士兵在黎明時自發地爬出各自的戰壕，那高漲起來的友好氣氛：「這件事本身來說，與其說是場足球賽，更像是人人都可參加的到處踢球活動，就我所知那時每一邊都可能有約50人加入活動。由於我個人很喜歡足球，於是我也參加了。我不清楚那場足球賽持續了多久，可能有一個半小時吧。」費爾斯蒂德之後於2001年7月22日去世，享年106歲。他死後，另外一名英國老兵阿爾弗雷德·安德森成為這場休戰最後的參與者，安德森之後於2005年11月21日在蘇格蘭紐泰爾去世，享年109歲。

## 德法休戰
在孚日山脈的伯恩豪斯汀山上，佔領陣地的德軍團軍人里夏德·席爾曼寫下了在1914年12月發生的事件記述：「當聖誕鈴聲從孚日山脈戰線後方的村莊之間響起......一件和平的事令人難以置信地發生了。德國與法國軍隊自發地達成了和平，並停止戰鬥。他們穿越廢棄不用的戰壕地溝拜訪彼此，然後用紅酒、科涅克白蘭地與香菸來交換威斯伐倫的黑麵包、餅乾與火腿。由於這場交換舉動正合他們的意，所以即使在聖誕節結束後他們仍是好朋友。」他與法軍隔著一條狹長的無人地帶，他描述這地帶為：「散落著早被打爛的樹，地面已被砲火轟炸，一幅由地穴、樹根與破爛制服組成的荒蕪景象。」軍隊紀律很快地就恢復了，但席爾曼深思著那起事件，心想是否「能讓所有國家富有思想的年輕人，都能得到可以會面認識彼此的適宜場所。」在這之後，他便在1919年創立了德國青年旅館協會。

## 第一手記述
2006年11月7日，邦瀚斯拍賣公司拍賣了一封由不知名的英國士兵所寫的長達十頁的信，這封信最後由歌手克里斯·德伯尔以14,400英鎊的價格成交買下。這封信記錄了1914年聖誕節時德軍與英軍之間的事件情況，標題寫著「英國遠征軍，1914年12月25日星期五」，開頭則是「我所親愛的母親，這將是我目前所度過以及未來可能度過的聖誕節中，最難忘的一個聖誕節。」之後繼續續寫：「德國士兵開始在他們戰壕邊緣擺滿燈火並前來我們這邊，祝我們聖誕快樂之類......而我們之中也有一些傢伙跑去拜訪了他們的戰線。」信的最後則寫著「向所有的鄰人致上和藹的問候。附上滿滿的愛。」 
從頭到尾參與這場戰爭中的布魯斯·班斯法瑟則寫道：「我絕不會忘掉那獨特又不可思議的聖誕節。......我遇到一名德國軍官，我想他應該是陸軍中尉之類的階級，然後在當下我起了一點收藏家的心，向他暗示說我對他的一些鈕扣很有興趣。......我拿出我的導線剪，靈巧地剪下他的一對鈕扣到我的口袋裡。然後我也給了他兩個我的鈕扣作為交換。......最後我看到我們一位稍微算是業餘美髮師的機槍手，為一個很配合其的德國人修剪他那長得不自然的頭髮；當剪刀在他脖子後面來回時，那德國人很有耐心地跪在地上讓他理髮。」

## 弗勒蘭吉安的紀念活動

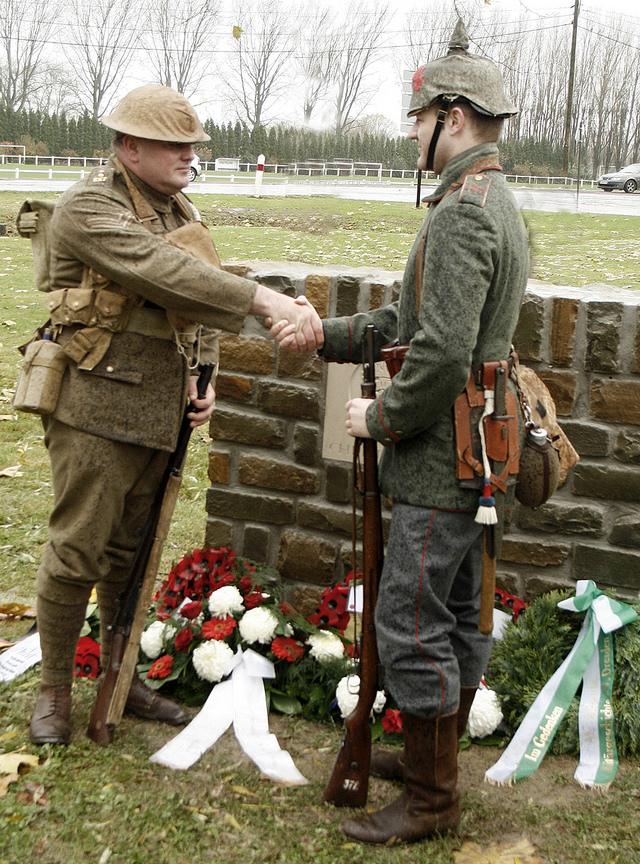
2008年休戰紀念活動開幕時，兩位身穿當時軍服的一戰老兵後代相互握手。

2008年11月11日，法國弗勒蘭吉安舉辦一場聖誕節休戰的紀念活動。同日，來自德國371裝甲擲彈兵營的士兵和英國皇家威爾斯燧發槍團第一營，在當時1914年聖誕節雙方士兵爬出戰壕共同踢足球處，舉行了一場足球象徵賽，最後結果是德國以三比二贏過英國 。

## 後世影響
在文學與流行文化的領域裡，有很多以聖誕節休戰為主題的作品。如德國與英國的作家在其一些未刪節的書籍中都曾有出現過（見“延伸閱讀”章節）。2005年，德英休戰的真實故事被改編成法語電影《近距交戰》，片中由法國、蘇格蘭與德國士兵的觀點來描述這起事件。電影由基斯頓·卡爾朗擔任編劇與導演，於2005年坎城影展首映。
英國民謠歌手麥克·哈汀在他的歌曲《1914年聖誕》（Christmas 1914）中亦講述了這個故事，而美國民謠歌手約翰·麥克卡森的《戰壕裡的聖誕節》（Christmas in the Trenches）、美國鄉村音樂歌手加斯·布鲁克斯的《貝洛林苑》（Belleau Wood），以及美國鄉村歌手柯林·雷（Collin Raye）的《It Could Happen Again》亦與此有關。1990年The Farm樂團的《All Together Now》也以此休戰為基調，之後更成為2004年歐洲足球錦標賽英格蘭球隊的隊歌。1983年保羅·麥卡尼《和平菸斗》（Pipes of Peace）的音樂影片中描述的也是這場休戰。
此外，在福斯影集《世紀特戰隊》（Space: Above and Beyond）的聖誕節特集《星之河》（River of Stars）裡，喬爾·德·拉富恩特所飾演的角色講述了1914年聖誕節休戰的事情。他並將這件事與之後三年的戰爭做對比，指出這是人類歷史上最寶貴的東西。
2014年聖誕節前夕，英國連鎖超市森寶利發布了以聖誕節休戰為故事背景的電視廣告。

## 原文腳註
1. ↑  British Expeditionary Force, Friday December 25th 1914.
2. ↑  My Dear Mater, This will be the most memorable Christmas I've ever spent or likely to spend.
3. ↑  The Germans commenced by placing lights all along the edge of their trenches and coming over to us - wishing us a Happy Christmas etc ... Some of our chaps went over to their lines.
4. ↑  Kind regards to all the neighbours. With much love from Boy.

## 延伸閱讀

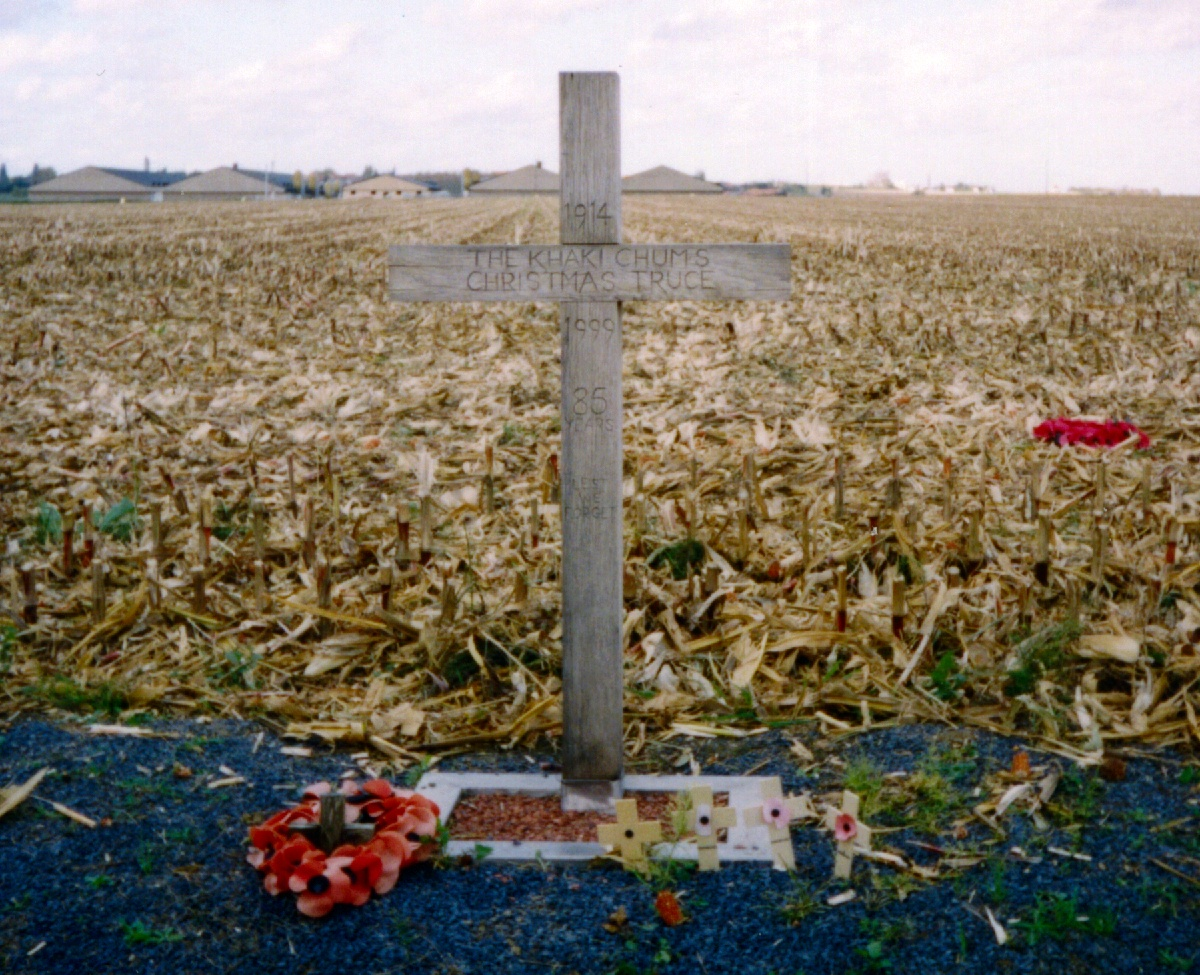
一座於1999年設置在比利時伊珀尔附近，用以紀念1914年聖誕節休戰的十字架。其木頭表面由上自下刻寫著：「1914年－與（身穿）卡其色服好友們（Khaki Chum）的聖誕節休戰－1999年－（儘管相距）85年－仍不會被我們遺忘。」

- Malcolm Brown and Shirley Seaton; Christmas Truce: The Western Front, 1914 (1984), ISBN 978-0-330-39065-1
- Marc Ferro, Malcolm Brown, Rémy Cazals, Olaf Mueller: Meetings in No Man's Land: Christmas 1914 and Fraternization in the Great War (2007, Constable, London) ISBN 978-1-84529-513-4 (Translation of Frères des Trancheés, Edition Perrin, France, 2005)
- Michael Jürgs: Der kleine Frieden im Großen Krieg: Westfront 1914: als Deutsche, Franzosen und Briten gemeinsam Weihnachten feierten. Goldmann, München 2005, ISBN 3-442-15303-4
- Stanley Weintraub; Silent Night: The Story of the World War I Christmas Truce (2001), ISBN 978-0-452-28367-1

## 外部連結
- Listen online – The Story of the Unofficial Christmas Truce of WW I - The American Storyteller Radio Journal （页面存档备份，存于）
- Christmas Truce 1914 （页面存档备份，存于）
- Hellfire Corner — the Christmas Truce
- Letters to The Times from participants in 1914 truce （页面存档备份，存于）
- 给世界带来祥和的圣诞歌曲《平安夜》，德國之聲中文網（简体中文）